# Niacina

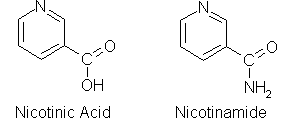
Estrutura química do ácido nicotínico e da nicotinamida.

A niacina, também conhecida como vitamina B3, vitamina PP ou ácido nicotínico, é uma vitamina hidrossolúvel cujos derivados (NAD+, NADH, NADP+ e NADPH) desempenham importante papel no metabolismo energético celular e na reparação do DNA. A designação "vitamina B3" também inclui a amida correspondente, a nicotinamida, ou niacinamida.
Outras funções da niacina incluem remover substâncias químicas tóxicas do corpo e auxiliar a produção de hormônios esteroides pelas glândulas supra-renais, como os hormônios sexuais e os relacionados ao estresse.

## Metabolismo
Em geral se monitora a niacina nos alimentos através da  concentração de ácido nicotínico formado pela conversão do triptófano, contido nos alimentos, em niacina. Esta é biologicamente precursora de duas coenzimas que intervém em quase todas as reações de oxirredução: a nicotinamida adenina dinucleótido (NAD+) e a nicotinamida adenina dinucleótido fosfato (NADP+). A pelagra é a conseqüência de uma carência de vitamina B3 (conhecida como "PP" por ser a vitamina que "previne a pelagra") e de triptófano ou de seu metabolismo.
As formas coenzimáticas da niacina participam das reações que geram energia graças à oxidação bioquímica de carboidratos, lipídios e proteínas. NAD+ e NADP+ são fundamentais para se usar a energia metabólica dos alimentos. A niacina participa na síntese de alguns hormônios e é fundamental para o crescimento. Outra coenzima com função semelhante, mas estrutura diferente, é a ubiquinona.

## Uso industrial
A reação entre o ácido nicotínico e a hemoglobina forma um composto de cor intensa que é aproveitado como corante alimentício, mas este não é aceito na Europa. A niacina funciona como vasodilatador em grandes doses.

## Necessidades
A ingestão diária recomendada de miligramas equivalentes de niacina (NE) para um adulto são 6,6 mgNE por 1 000 kcal e não menos de 13 mg NE para necessidades de calorias inferiores a 2 000 kcal. As mulheres grávidas precisam de suplementos de 2NE ao dia, e as que amamentam, 5 mg NE ao dia. Para crianças de até seis meses, com uma dieta calórica de 1 000 kcal ao dia, as necessidades são de 8 mg NE ao dia. Para idades superiores as necessidades diárias dependem da ingestão calórica diária. Uma dieta pobre em vitamina B3 pode causar sintomas como , irritabilidade, insônia, dor-de-cabeça, depressão nervosa, diarreia e dermatite. A doença causada pela deficiência de niacina é conhecida como pelagra, cuja tríade diagnóstica é composta por Dermatite, Demência e Diarreia.

## História
Em 1867, Huber sintetizou pela primeira vez o ácido nicotínico.
Em 1914, Funk isolou o ácido nicotínico do polimento do arroz.
Em 1915, Goldberger demonstrou que a pelagra é uma deficiência nutricional.
Em 1917, Chittenden e Underhill demonstraram que a língua preta canina é semelhante à pelagra.
Em 1935, Warburg e Christian mostraram que a niacinamida é essencial no transporte de hidrogênio como nucleotídeo difosfopiridina (DPN). No ano seguinte, Euler et al. isolou o DPN e determinou sua estrutura.
Em 1937, Elvhehjem et al. língua negra curada pela administração de niacinamida derivada do fígado. No mesmo ano, Fouts et al. pelagra curada com niacinamida.
Em 1947, Handley e Bond estabeleceram a conversão de triptofano em niacina por tecidos animais.